# Karel Borromeuskerk
De Kerkhofskerk van de heilige Karel Borromeus (Duits: Friedhofskirche zum Heiligen Karl Borromäus, ook: Karl-Borromäus-Kirche, vroeger: Dr.-Karl-Lueger-Gedächtniskirche en in de volksmond: Luegerkirche) is een rooms-katholieke kerk op het Zentralfriedhof in het 11e district Simmering te Wenen. De kerk werd tussen 1908 tot 1911 naar een ontwerp van de architect Max Hegele gebouwd. Het kerkgebouw is een beschermd monument.

## Geschiedenis

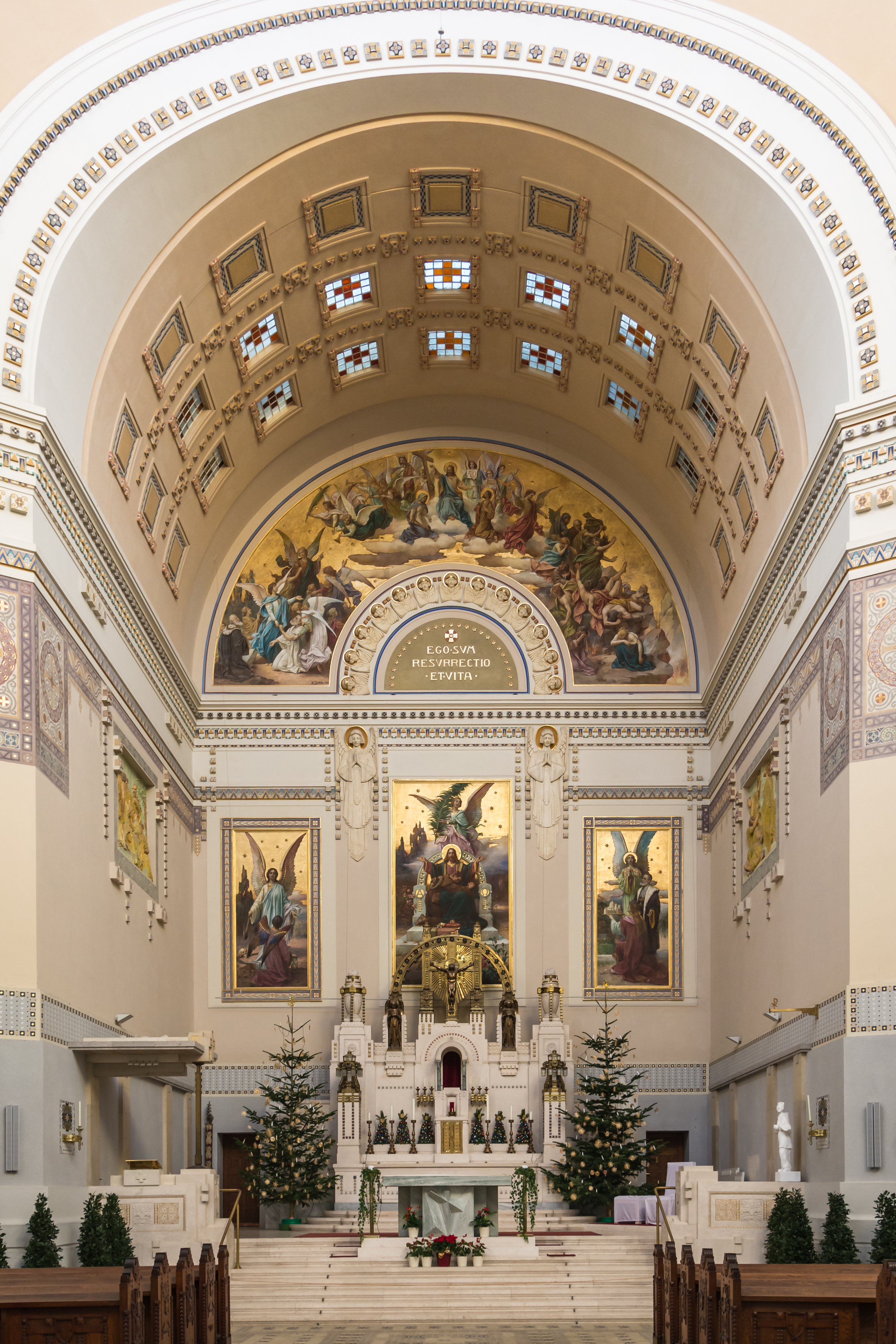
Hoogaltaar

Al in 1870 werd er in de plannen voor de inrichting van de Algemene Begraafplaats in Wenen rekening gehouden met een kerkgebouw in het centrum van het gebied. Na de opening van het kerkhof in 1874 verliepen er echter nog decennia, vooraleer er in 1899 door het Weense stadsbestuur een wedstrijd werd uitgeschreven voor de voltooiing van de voorziening. Deze wedstrijd werd gewonnen door Max Hegele. Vervolgens werden een monumentale hoofdingang en aan beide kanten daarvan hallen voor de opbaringen gebouwd. Tussen 1905 en 1907 werden eveneens de aan weerskanten van de kerk gelegen arcades en columbaria opgericht.  
De eerstesteenlegging van de kerk vond plaats op 11 mei 1908 door de Weense burgemeester Karl Lueger. Het werk aan de bouw duurde tot oktober 1910. Na de dood van Karl Lueger in maart 1910 besloot de gemeente Wenen te zijner nagedachtenis de kerk de Dr.-Karl-Lueger-Gedächtniskirche te noemen. De sterfelijke resten van Lueger, die eerst in een familiegraf waren bijgezet, werden in oktober in de grafkelder onder het hoogaltaar ondergebracht. Op een mozaïek in het bovenste deel van de altaarruimte is Lueger knielend in zijn doodshemd afgebeeld. Op 16 juni 1911 werd de kerk aan de heilige Karel Borromeus gewijd.
Tijdens de Tweede Wereldoorlog werd de koepel van de kerk door een brandbom getroffen en verwoest. Het westelijke glas-in-loodraam "De opwekking van Lazarus" ging daarbij verloren. De restauratiewerkzaamheden na de oorlog duurden tot de jaren 1950. 
In de periode 1995-2000 werd er een algehele restauratie van de kerk uitgevoerd. Daarbij werd ook de koepel van binnen, die eerder slechts voor het noodzakelijke was hersteld, in de oorspronkelijke toestand teruggebracht. De heropening van de kerk vond op 27 oktober 2000 door de Weense burgemeester Michael Häupl plaats. Vier dagen later volgde een nieuwe wijding door Weense aartsbisschop kardinaal Christoph Schönborn. In het kader van de heropening kreeg de kerk ook de nieuwe naam Friedhofskirche zum Heiligen Karl Borromäus.

## Architectuur
De kerk is wat betreft de architectuur en kunstwerken in te delen bij de jugendstil, al zijn er ook invloeden uit de Egyptische bouwkunst te bespeuren. Er zijn wat vormgeving betreft overeenkomsten met de in 1907 voltooide en door Otto Wagner ontworpen Weense Kerk aan het Steinhof. De bovenkerk bevindt zich rond 3 meter boven het niveau van het kerkhof en wordt over brede trappen bereikt. Daaronder bevindt de zich als grafkelder dienende onderkerk.   
De glas-in-loodramen en de muurmozaïeken stammen van Leopold Forstner. De vier evangelisten in de pendentieven van de koepel en de decoratie bij de ingangen naar de zijkapel werden eveneens door Forstner vervaardigd. In de voorhal bevinden zich reliëfs van de beeldhouwer Johann Rathausky en Georg Leise.
De schilder Hans Zatzka maakte de voorstelling van het Jongste Gericht boven het hoogaltaar. Aan de uurwijzer van de torenklok bevinden zich in plaats van getallen letters, die samen de  Latijnse woorden TEMPUS FUGIT vormen (vertaling: de tijd vliedt). Op de positie van 12 uur bevindt zich in plaats van het getal een klein kruis.

## Afbeeldingen

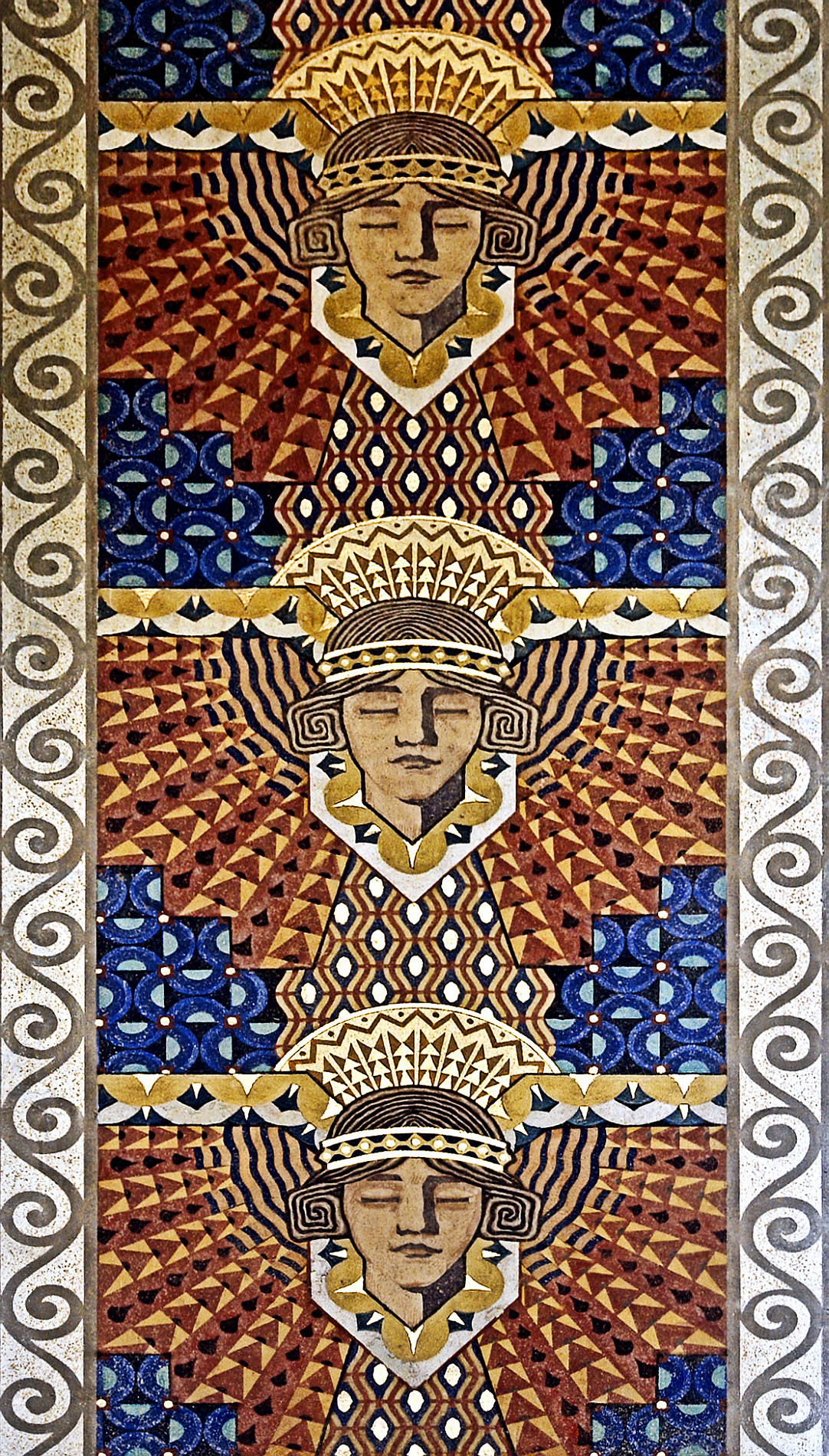
Geschilderd jugendstil-decor
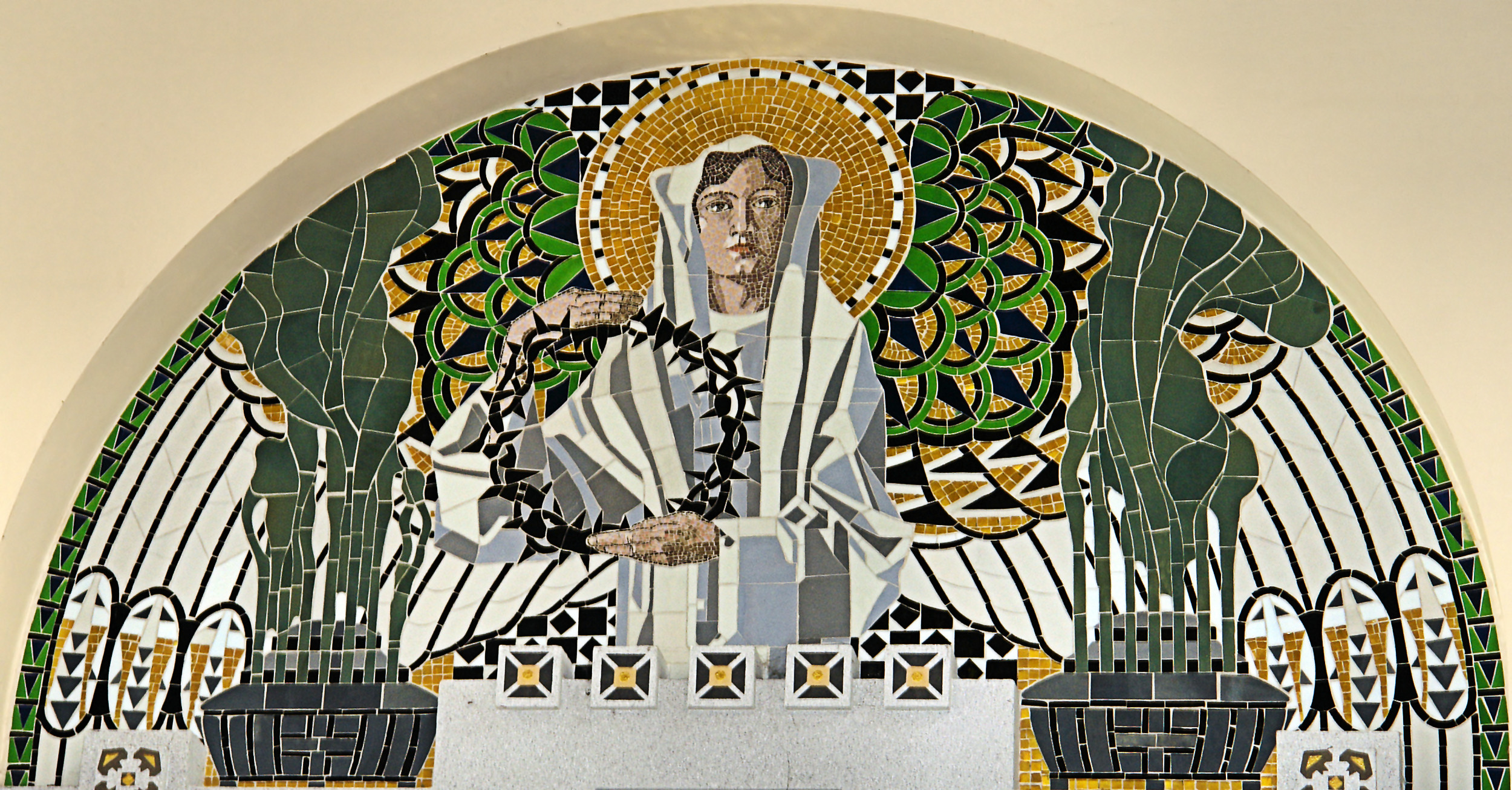
Jugendstil mozaïek
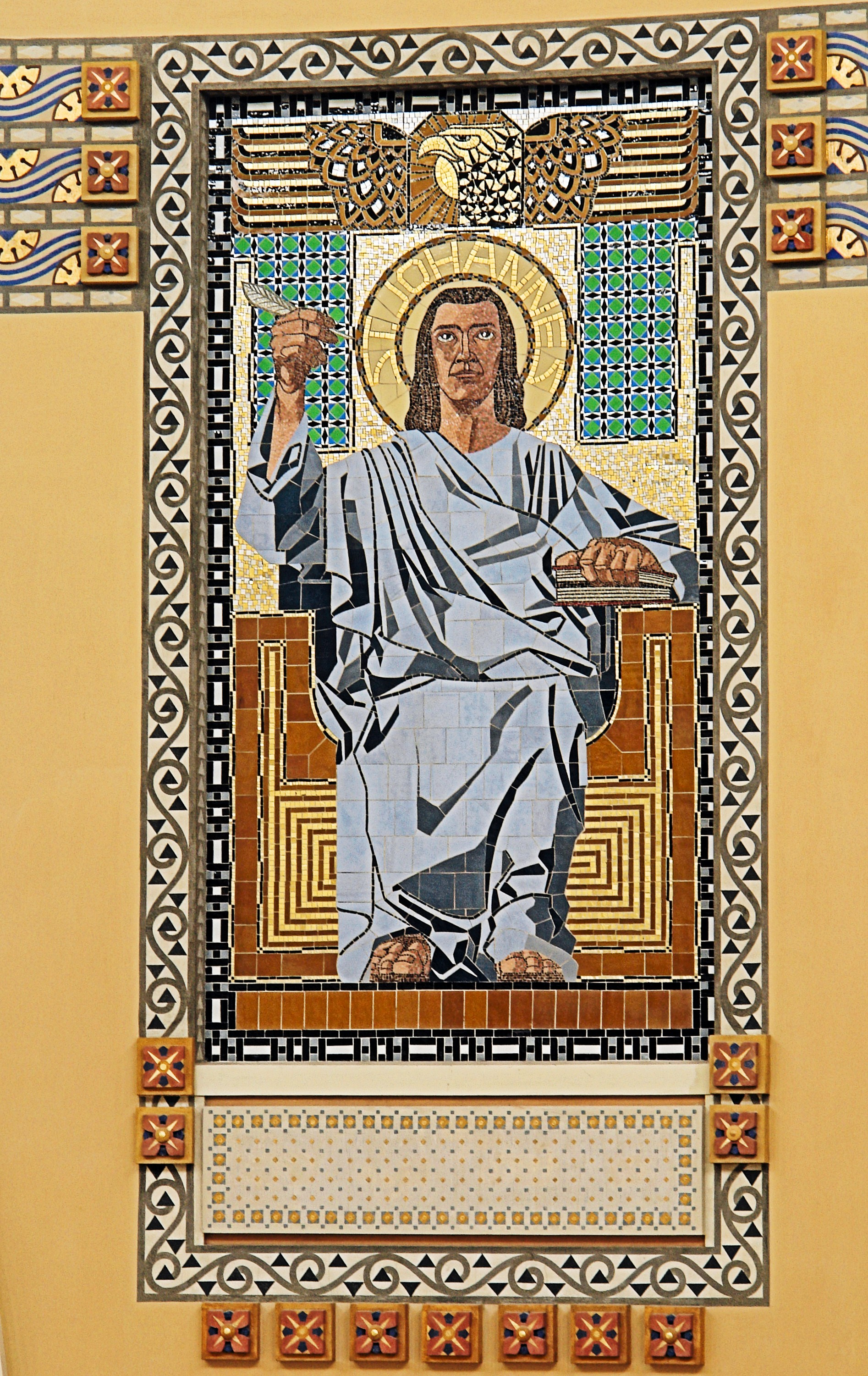
mozaïek van Johannes de Evangelist
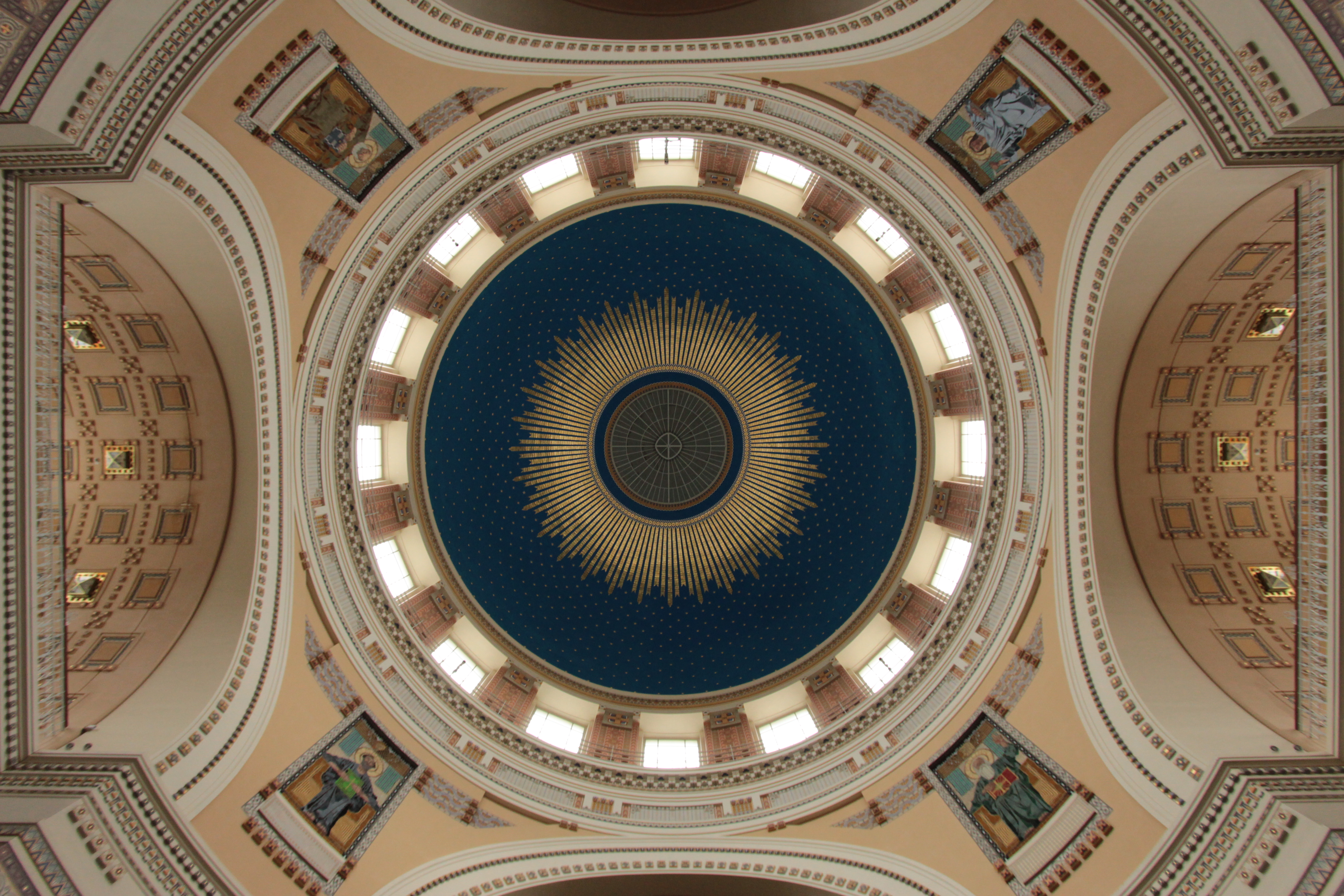
Koepel